# Successi e inediti Vol.2
Successi e inediti Vol.2 è una raccolta del cantante italiano Gianni Celeste, pubblicata nel 2004.
L'album, oltre a contenere 8 vecchi successi riarrangiati, contiene 4 inediti ed è il secondo volume dell'album Successi e inediti dello stesso anno.

## Tracce
1. Divorzia
2. Nostalgia
3. 'Na mugliera gelosa
4. Cuore occupato
5. Sto sulo
6. L'infermiera di notte
7. Tu t'o può scurdà
8. Cara
9. Nun avè paura
10. Maschilista
11. Nuvola nera
12. La prima donna